# الیمبیک
الیمبیک (انگلیسی: Alembic) شرکت تجهیزات موسیقی آمریکایی است، که در سال ۱۹۶۹ تأسیس شد.